# Белебеј
Белебеј (рус. Белебей) град је у Русији у Башкортостану. Према попису становништва из 2010. у граду је живело 60.183 становника.

## Становништво
Према прелиминарним подацима са пописа, у граду је 2010. живело 60.183 становника, 745 (1,22%) мање него 2002.
| 1939.  | 1959.  | 1970.  | 1979.  | 1989.  | 2002.  | 2010.  |
| ------ | ------ | ------ | ------ | ------ | ------ | ------ |
| 15.535 | 26.172 | 32.460 | 43.213 | 53.443 | 60.928 | 60.188 |